# André Meynot
André Meynot est un journaliste français, membre du conseil d'administration de l'Agence de presse Havas, il devient l'un de ses directeurs.

## Biographie
Né le 1er avril 1880 dans le 18e arrondissement de Paris, André Meynot a été journaliste à l'Agence Havas au début du XXe siècle, période difficile car la société est alors exposée à la concurrence croissante des agences de presse Associated Press et United Press sur le sol européen. 
En janvier 1914, lorsque décède Henri Houssaye, directeur d'Havas depuis 1900, c'est un triumvirat qui lui succède, associant André Meynot, Ernest Barbier et le directeur de l'information Charles Houssaye.
André Meynot a ensuite été directeur du service étranger d'Havas au début des années 1920, profitant d'une période d'expansion, lorsque la marginalisation imposée à l'Agence Continentale allemande et au Telegraphen Korrespondantz Bureau autrichien, résultat de la Première Guerre mondiale, avait ouvert un boulevard à Havas. L'agence doit cependant fermer son service « Amérique latine » en 1922 , en raison de l'expansionnisme de la United Press sur le sol sud-américain.
Il est alors approché par l'agence de presse russe Rosta : fin octobre 1923, le Russe Jean-Louis Adamsky, consultant du commissariat au peuple aux voies de communication, rend visite pour plaider en faveur d'un contrat direct entre Rosta et Havas. Dans les années 1930, il a contribué au lancement de Radio Luxembourg, Havas étant sollicité en janvier 1931 par la CSF et la Compagnie des compteurs pour entrer à son capital. Jacques Lacour-Gayet devient alors vice-président et administrateur délégué de la radio. En 1936, il trouve avec René Peulvey, le directeur de la station, pour que les correspondants d'Havas dans différentes capitales d'Europe travaillent aussi pour la radio.
Maire de la ville de Croissy-sur-Seine, il a épousé Hortense Bonnardot et leur fils Jacques Meynot a été nommé directeur de la publicité de Radio Luxembourg puis a été président de la société Cinéma et Publicité.
André Meynot meurt le 11 juin 1968 à Toulon à l’âge de 88 ans.